# سالار دلفانی
سالار دلفانی آبباریک (زادهٔ ۲۰ تیر ۱۳۶۸ شهرستان صحنه، استان کرمانشاه)، گراپلینگ کار و عضو تیم ملی اهل کشور ایران است.
وی برندهٔ مدال برنز قهرمانی گراپلینگ جهان در سال ۲۰۱۵ در کشور ترکیه و نقره قهرمانی جهان ۲۰۱۷ در کشور آذربایجان است.

## چگونگی ورود به ورزش
سالار دلفانی از سن چهارده سالگی کشتی (کشتی گراپلینگ) را زیر نظر مربی خود نعمت‌الله حقیقی شروع کرد.
وی همچنین درمورد چگونگی ورود به دنیای ورزش کشتی گراپلینگ اینگونه می‌گوید که: من و برادرم سهراب به علت اینکه در بین دوستان و اقوام همیشه به علت قدرت بدنی بالایی که داشتیم تشویق به کشتی می‌شدیم. پس به این خاطر از کودکی کشتی رو انتخاب کردیم.

## سوابق جهانی و ناکامی‌ها
در سال ۱۳۹۶ (به میلادی ۲۰۱۷) سالار دلفانی یکی از نماینده‌ها و گراپلر شایسته ایران که به عنوان یکی از نماینده‌های ایران به مسابقات قهرمانی کشتی گراپلینگ جهان اعزام شد که در این رقابت‌ها به میدان رفت و به مدال نقره این رقابت‌ها رسید. همچنین قابل ذکر است که سالار دلفانی پس از راهیابی به فینال این رقابت‌ها به دلیل آسیب دیدگی از ناحیه پا در فینال از ادامه این مسابقه انصراف داد و به همین دلیل به مدال نقره دست یافت.

## جدول افتخارات جهانی سالار دلفانی در گراپلینگ
| تاریخ | مکان             | رده وزنی | بخش مسابقه    | نتیجه نهایی |
| ----- | ---------------- | -------- | ------------- | ----------- |
| ۲۰۱۵  | آلانیا – ترکیه   | ۱۰۰      | نوگی گراپلینگ | برنز        |
| ۲۰۱۶  | مینسک – بلاروس   | ۱۰۰      | نوگی گراپلینگ | نفر پنجم    |
| ۲۰۱۷  | باکو – آذربایجان | ۱۰۰+     | نوگی گراپلینگ | نقره        |

## تحصیلات دانشگاهی
سالار دلفانی آبباریک جزء ورزشکاران ایرانی هست که درکنار ورزش حرفه ای به تحصیلات دانشگاهی خود نیز پرداخته‌است.
وی همچنین فارغ‌التحصیل از دانشگاه آزاد اسلامی واحد کرمانشاه در رشته «مدیریت بازرگانی-بازرگانی بین‌الملل» در مقطع تحصیلی «کارشناسی ارشد ناپیوسته» در تاریخ ۱۸ / ۸ / ۱۳۹۵ است.